# Per-Olof Eurell
Per-Olof Eurell, född 20 juli 1959 i Stockholm, är en svensk civilekonom och företagsledare som även verkar som frikyrklig föreläsare och förkunnare.

## Biografi
Per-Olof Eurell växte upp i Märsta i en familj där föräldrarna var engagerade i en baptistförsamling. Han har en civilekonomexamen från Handelshögskolan i Stockholm och blev sedan Fulbright-stipendiat i USA med en MBA-examen vid University of Rhode Island. Dessa utbildningar genomfördes samtidigt och tillsammans med hans tvillingbror Jan-Gunnar Eurell, där bägge sedan fått ledande befattningar inom svenskt näringsliv.
Per-Olof Eurell har haft flera ledande befattningar i svenska storföretag, bland annat som ekonomichef på Kanthal Corp. i USA, VD för Becker industrifärg, VD för Creando AB och som affärsområdeschef på Attendo senior Care AB. År 2008 grundade han Anecta där han som VD och delägare utvecklat företaget till en företagsmäklar- och transaktionsrådgivningsfirma. Vid sidan om engagemang i näringslivet har han bland annat varit styelseordförande i det kristna medieföretaget Världen idag, en post han lämnade i maj 2021.
Eurell har parallellt med sin verksamhet i näringslivet varit verksam som föreläsare och förkunnare i frikyrkliga sammanhang och skrivit flera böcker, några tillsammans med sin tvillingbror Jan-Gunnar Eurell. Bägge bröderna framhåller att rikedom är en välsignelse som dock kan avslöja en svag karaktär, där det är viktigt att leva sitt liv som förvaltare och ge vidare av sitt överflöd. De framhåller även betydelsen av att som kristen följa sin tro och övertygelse och ta avstånd från oetiska aktiviteter som till exempel mutor.

### BokenVerkligheten korrigerar
Per-Olof Eurell har 2022 uppmärksammats för sin bok Verkligheten korrigerar: En bok om homosexualitet i ljuset av Bibeln, historien och mötet med människor. Han beskriver där sin egen resa från att vara anti-HBTQ till att bli inkluderande efter att hans son kom ut som homosexuell. Han omvärderade från att vara övertygad om att Bibeln var tydlig i sin negativa syn på homosexualitet till att hävda att det är förenligt med Bibelns budskap att fullt ut inkludera HBTQ-personer i församlingar och kyrkor.
Boken har uppmärksammats till exempel i tidningen QX som skriver om hur "Per-Olof fick göra upp med sin syn på homosexuella", men också i tidningen Världen idag, där recensenten Olof Edsinger slår fast att "det här är inte någon bra bok. I all sin aktivistiska glöd är den teologiskt undermålig och därmed vilseledande".
År 2024 var han och sonen nominerade i kategorin Keep up the good work på QX Gaygalan.